# Chuchucruz primera sección
Chuchucruz primera sección es una localidad del estado mexicano de Chiapas. Es parte del municipio de Tumbalá.

## Demografía
| Gráfica de evolución demográfica |
|                                  |

| Censo | Población |
| ----- | --------- |
| 1940  | 703       |
| 1950  | 1 113     |
| 1960  | 700       |
| 1970  | 1 227     |
| 1980  | 698       |
| 1990  | 713       |
| 2000  | 1 298     |
| 2010  | 959       |
| 2020  | 1 094     |